# Eduardas Mieželaitis
Eduardas Mieželaitis (* 3. Oktober 1919 in Kareiviškis bei Pakruojis; † 6. Juni 1997 in Vilnius) war ein litauischer Lyriker.

## Leben
Mieželaitis studierte Rechtswissenschaften in Kaunas und an der Universität Vilnius und veröffentlichte als Student politische Essays. Er engagierte sich damals im kommunistischen Untergrund.
Von 1960 bis 1989 war er Mitglied des Zentralkomitee der Lietuvos komunistų partija. 1955–1963 und 1975–1989 war er Deputat im Obersten Sowjet von Sowjetlitauen und 1962–1970 Deputat im Obersten Sowjet der Sowjetunion. Während der sogenannten Tauwetter-Periode war er Sekretär und Vorsitzender des Sowjetlitauischen Schriftstellerverbandes (1959–1970). Mieželaitis gilt als Innovator der modernen litauischen Poesie, zudem übersetzte er russische Literatur ins Litauische.
1962 erhielt er für sein dichterisches Schaffen den Leninorden der Sowjetunion.
Mieželaitis blieb auch nach dem Untergang der Sowjetunion seiner kommunistischen Weltanschauung treu und unterstützte nicht das neue, unabhängige Litauen.
Sein Grab befindet sich im Friedhof Antakalnis.

## Gedichte (deutsch übersetzt)
- Der Mensch, Gedichtzyklus, Berlin 1967
- Denn ich bin die Brücke, Gedichte, Vilnius 1980